# Michaił Olszanski
Michaił Aleksandrowicz Olszanski (ros. Михаил Александрович Ольшанский, ur. 23 października 1908 w Sarnach, zm. 27 czerwca 1988 w Moskwie) – radziecki agronom i polityk narodowości ukraińskiej.

## Życiorys
W 1928 ukończył Masłowski Instytut Selekcji i Nasiennictwa w obwodzie kijowskim, od marca 1928 był kolejno technikiem, aspirantem, pracownikiem naukowym, kierownikiem działu kultur technicznych i p.o. dyrektora Wszechzwiązkowego Instytutu Selekcyjno-Genetycznego w Odessie. Od 1932 w WKP(b), od marca do lipca 1941 przewodniczący biura organizacyjnego Ukraińskiej Filii Wszechzwiązkowej Akademii Nauk Rolniczych im. Lenina, potem dyrektor technikum rolniczego w obwodzie kujbyszewskim (obecnie obwód samarski), od grudnia 1942 do kwietnia 1945 dyrektor Kujbyszewskiego Instytutu Rolniczego. Od kwietnia 1945 do marca 1951 zastępca dyrektora Wszechzwiązkowego Instytutu Selekcyjno-Genetycznego w Odessie, od marca 1951 do grudnia 1960 wiceprezydent Wszechzwiązkowej Akademii Nauk Rolniczych im. Lenina (WASCHNIL), jednocześnie od sierpnia 1953 do stycznia 1960 redaktor pisma "Dokłady WASCHNIL" i od września 1958 do grudnia 1960 dyrektor Wszechzwiązkowego Instytutu Naukowo-Badawczego Pasz im. Williamsa Wszechzwiązkowej Akademii Nauk Rolniczych im. Lenina. Od grudnia 1960 do kwietnia 1962 minister gospodarki rolnej ZSRR, od marca 1962 do grudnia 1964 prezydent Wszechzwiązkowej Akademii Nauk Rolniczych im. Lenina, od marca 1965 na emeryturze. Kandydat nauk ekonomicznych akademik Wszechzwiązkowej Akademii Nauk Rolniczych im. Lenina. Deputowany do Rady Najwyższej ZSRR 6 kadencji. Od 31 października 1961 do 29 marca 1966 zastępca członka KC KPZR.

## Odznaczenia i nagrody
- Order Lenina
- Order Czerwonego Sztandaru Pracy
- Nagroda Państwowa ZSRR (dwukrotnie - 1941 i 1953)